# حالة دموية

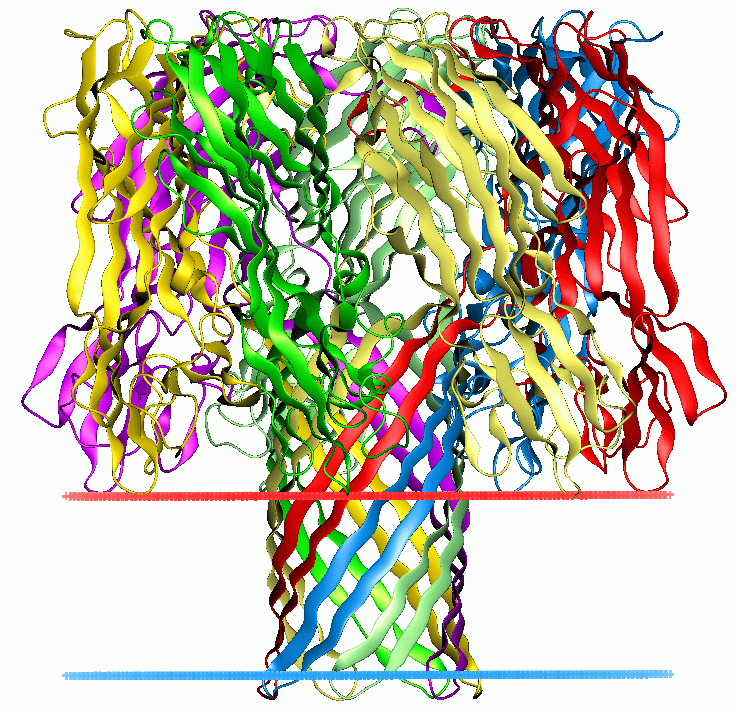

إنزيمات الحالَّة الدموية أو محللات الهيم (بالإنجليزية: Hemolysins)‏ هي ذيفانات خارجية (بالإنجليزية: exotoxins)‏ تنتجها البكتيريا وتؤدي إلى انحلال كرات الدم الحمراء معملياً.